# CelebrityNetWorth
CelebrityNetWorth — веб-сайт, на котором публикуются оценки общих активов и финансовой деятельности знаменитостей. Он управляется компанией Corte Lodato LLC, основанной CEO Брайаном Уорнером в 2008 году.
Сайт подвергался критике за непрозрачность расчетов и отсутствие возможности проверить точность того, что сообщает CelebrityNetWorth. Большая часть контента написана внештатными авторами, а не журналистами или компьютерными специалистами для анализа данных.

## Деятельность
CelebrityNetWorth создает веб-страницы, на которых приводятся имя, биография знаменитости, а также оценка чистой стоимости ее активов и заработной платы. Сайт рассчитывает чистую стоимость активов, «применяя собственный алгоритм» на основе общедоступной информации и привлекая финансовых аналитиков для анализа таких результатов.
Брайан Уорнер сказал об оценках, публикуемых на сайте, что «если мы окажемся слишком далеко, всегда будет какая-то обратная реакция. Было несколько случаев, когда было доказано, что мы сильно отклонились, и мы исправили это».
На сайте представлены новостные статьи о финансовых операциях знаменитостей, таких как покупка дома или судебные иски.
CelebrityNetWorth составляет списки, ранжирующие богатых людей в зависимости от их состояния. В 2012 году компания составила список 25 самых богатых людей в истории с поправкой на инфляцию, поставив главу Малийской империи Мансу Мусу во главе списка. В том же году он составил список самых богатых диджеев мира и опрос, в котором Ринго Старр назван самым богатым барабанщиком в мире.

## Взаимодействие с Google
В 2014 году компания Google запросила у владельца сайта Брайана Уорнера разрешение на включение данных CelebrityNetWorth в свою Сеть знаний, но получила отказ. Однако, в феврале 2016 года Google всё равно начал использовать информацию из своего поискового индекса сайта CelebrityNetWorth для отображения избранных фрагментов с чистой стоимостью в верхней части страниц результатов поиска по релевантным запросам. Избранные фрагменты были размещены над результатами поиска, включая результаты для CelebrityNetWorth. В результате веб-трафик CelebrityNetWorth снизился на 65 процентов с января 2016 года по январь 2017 года.
В июле 2019 года владельцев сайта CelebrityNetWorth попросили дать официальные показания подкомитету Палаты представителей по антимонопольному законодательству в рамках расследования антиконкурентного поведения Google. Свидетельские показания включали временную шкалу с подробным описанием вторжения Google в бизнес CelebrityNetWorth посредством использования извлеченного контента и полей для ответов «Featured Snippet». Показания содержали три основных аргумента; 1) что Google использовал свою рыночную власть в качестве монополии, чтобы принести пользу себе, в то же время нанося вред конкурентам; 2) действия Google оказали негативное влияние на открытый Интернет; и 3) что эти действия наносят вред обычным пользователям Интернета.